# Abbas Quliyev
Abbas Şahbaz oğlu Quliyev (ur. 2 września?/15 września 1916 we wsi Şəkərabad w Nachiczewańskiej Republice Autonomicznej, zm. 30 grudnia 1998 w Nachiczewanie) – azerbejdżański aktor i polityk, kapitan Armii Czerwonej, Bohater Związku Radzieckiego (1945).

## Życiorys
Urodził się w azerskiej rodzinie chłopskiej. W 1936 skończył technikum pedagogiczne w Baku, potem Azerbejdżański Instytut Teatralny, pracował jako aktor Teatru Dramatycznego w Nachiczewanie, w czerwcu 1941 został powołany do Armii Czerwonej. Od sierpnia 1941 uczestniczył w wojnie z Niemcami, walczył na Froncie Zachodnim, Południowo-Zachodnim, Briańskim, Centralnym, Białoruskim i 1 Białoruskim, był trzykrotnie ranny. W 1943 skończył przyśpieszony kurs szkoły artylerii w Aczyńsku, od 1944 należał do WKP(b), jako dowódca 4 baterii 279 gwardyjskiego pułku artylerii lekkiej 23 Gwardyjskiej Brygady Artylerii Lekkiej 5 Dywizji Artylerii 69 Armii 1 Frontu Białoruskiego w stopniu starszego porucznika brał udział w walkach na terytorium Polski, w tym w forsowaniu zachodniego Bugu. 24 lipca 1944 brał udział w walkach o Lublin, 2 sierpnia 1944 sforsował Wisłę w rejonie wsi Zastów Karczmiski i w walkach o uchwycenie przyczółka przyczynił się do odparcia 15 kontrataków wroga i zadania mu poważnych strat w sile żywej i technice. 17 sierpnia 1944 w walkach na przyczółku puławskim został lekko ranny. Od 14 stycznia do 3 lutego 1945 uczestniczył w operacji warszawsko-poznańskiej (część operacji wiślańsko-odrzańskiej), nacierając z przyczółka puławskiego w kierunku na Szydłowiec, Opoczno i Kalisz, a później w dotarciu do Odry i forsowaniu jej w rejonie Fürstenberga (obecnie część miasta Eisenhüttenstadt). Za udział w tej operacji odznaczono go Orderem Czerwonego Sztandaru. W 1945 został zdemobilizowany w stopniu kapitana, pracował jako wiceminister oświaty Nachiczewańskiej ASRR i sekretarz Prezydium Rady Najwyższej Nachiczewańskiej ASRR, w 1953 ukończył Wyższą Szkołę Partyjną przy KC Komunistycznej Partii Azerbejdżanu i został przewodniczącym Rady Miejskiej Nachiczewanu.

## Odznaczenia
- Złota Gwiazda Bohatera Związku Radzieckiego (21 lutego 1945)
- Order Lenina (21 lutego 1945)
- Order Czerwonego Sztandaru (29 marca 1945)
- Order Aleksandra Newskiego (8 marca 1944)
- Order Wojny Ojczyźnianej I klasy (dwukrotnie – 30 listopada 1943 i 11 marca 1985)
- Order Czerwonego Sztandaru Pracy

I medale.